# روغن ماهی
روغن ماهی (به انگلیسی: Fish oil) روغن به دست آمده از بافت‌های ماهی روغنی است. روغن‌های ماهی حاوی اسیدهای چرب امگا ۳ ایکوزاپنتانوییک اسید (EPA) و دوکوزاهگزانوئیک اسید (DHA)، پیش‌سازهای ایکوزانوئیدهای خاصی است که به کاهش التهاب در بدن، و دیگر خواص درمانی شناخته شده است. با این حال، مطالعات مکمل روغن ماهی به حمایت از ادعای جلوگیری از حملات قلبی یا سکته‌ها شکست خورده‌اند.